# 相思江
25°11′59″N 110°20′57″E / 25.19972°N 110.34917°E
相思江为漓江支流，发源于中国广西壮族自治区桂林市阳朔县、临桂县、永福县交界处的香草岩，向东北经临桂县南边山乡、六塘镇及雁山区雁山镇、柘木镇，在柘木镇胡子岩处汇入漓江。相思江干流全长69千米，流域面积为528平方千米，流域平均海拔为239米，干流坡降为1.81‰，年均径流量5.17亿立方米。长寿元年（692年），在今临桂县泮塘村附近修筑水坝，使上游来水，汇聚地下河水，使之沿新开辟的运河东西分流，西流一段汇入洛清江，东流一段汇入相思江。是为桂柳运河。另据2013年出版的《中国河湖大典·珠江卷》记述，将此河称为奇峰河，将流经临桂县和永福县汇入洛清江的河流称为“相思江”。